# 坦渡镇
坦渡镇，中华人民共和国湖南省岳阳市临湘市下属的一个镇，位于临湘市东北部。京珠高速经过镇区。

## 建制沿革
- 1950年，设坦渡乡；
- 1958年，改坦渡公社；
- 1984年，改置坦渡乡；
- 1997年，驻地由坦渡村孙家畈迁到桐梓铺。
- 2015年12月，定湖镇与坦渡乡合并，设立坦渡镇。[1]

## 行政区划
坦渡镇下辖2个社区和11个行政村：
- 长岭社区、桐梓铺社区

- 农胜村、大塘村、坦渡村、联合村、万峰村、黄沙村、大和村、前进村、红旗村、联合村、灯明村、韩桥村、新湖村